# Orchis patens subsp. canariensis
Orchis patens subsp. canariensis es una especie de orquídea endémica de las Islas Canarias.

## Descripción
Se diferencia por sus inflorescencias laxas, con flores cuyos segmentos periánticos son de color rosado, presentando el labio inferior, manchas de color morado. Las hojas son ovadas y carecen de manchas. Se conoce como "orquídea canaria".

## Taxonomía
Orchis patens subsp. canariensis fue descrita por (Lindl.) Asch. & Graebn. y publicado en Synopsis der Mitteleuropäischen Flora 3: 697. 1907.
Etimología
Orchis: nombre genérico que deriva de las palabras griegas: όρχις "orchis", que significa testículo, por la apariencia de los tubérculos subterráneos en algunas especies terrestres. La palabra 'orchis' la usó por primera vez  Teofrasto (371/372 - 287/286 a. C.), en su libro  "De historia plantarum" (La historia natural de las plantas). Fue discípulo de Aristóteles y está considerado como el padre de la Botánica y de la Ecología.
patens: epíteto latino que significa esparcida.
canariensis: epíteto geográfico que alude a su localización en las Islas Canarias.
Sinonimia
- Androrchis canariensis (Lindl.) D.Tyteca & E.Klein
- Barlia canariensis (Lindl.) Szlach.
- Orchis canariensis Lindl.
- Orchis patens var. canariensis (Lindl.) Rchb.f.[3]